# Krasnoslobodsk (oblast de Volgograd)
Pour les articles homonymes, voir Krasnoslobodsk.
Krasnoslobodsk (en russe : Краснослободск) est une ville de l'oblast de Volgograd, en Russie. Sa population s'élevait à 16 398 habitants en 2013.

## Géographie
Krasnoslobodsk se trouve sur la rive gauche de la Volga, en face de Volgograd, qui est sur la rive droite.

## Histoire
Krasnoslobodsk fut d'abord un khoutor (hameau) baptisé Bakatine. Après 1917, elle fut renommée Krasnaïa Sloboda. Elle reçut le statut de commune urbaine en 1938 puis celui de ville en 1955.

## Population
Recensements (*) ou estimations de la population
| 1939*  | 1959*  | 1970*  | 1979*  | 1989*  |
| ------ | ------ | ------ | ------ | ------ |
| 15 593 | 18 993 | 17 749 | 16 047 | 13 533 |

| 2002*  | 2006   | 2010*  | 2012   | 2013   |
| ------ | ------ | ------ | ------ | ------ |
| 14 359 | 14 574 | 15 998 | 16 091 | 16 398 |